# Volujac (miasto Užice)
Volujac (cyr. Волујац) – wieś w Serbii, w okręgu zlatiborskim, w mieście Užice. W 2011 roku liczyła 922 mieszkańców.